# Jimmy Coffey
Jimmy Coffey (Dublino, 20 febbraio 1928 – 8 novembre 1999) è stato un calciatore irlandese, di ruolo difensore.

## Palmarès

### Club

#### Competizioni nazionali
- Campionato irlandese: 5

Drumcondra: 1948, 1949
- Coppa d'Irlanda: 5

Drumcondra: 1946, 1954